# Liste der olympischen Medaillengewinner aus Deutschland/G
- Gaber, Ernst
Olympische Sommerspiele 1932, (GER): Silbermedaille, Rudern „Vierer ohne Steuermann“
Olympische Sommerspiele 1936, (GER): Goldmedaille, Rudern „Vierer mit Steuermann“
- Gäbler, Roland
Olympische Sommerspiele 2000, (GER): Bronzemedaille, Segeln „Tornado“
- Gabriel, Rosemarie
Olympische Sommerspiele 1976, (GDR): Bronzemedaille, Schwimmen „200 Meter Schmetterling Frauen“
- Gaiser, Jens
Olympische Winterspiele 2006, (GER): Silbermedaille, Nordische Kombination „Mannschaft“
- Gaisreiter, Stefan
Olympische Winterspiele 1972, (FRG): Bronzemedaille, Bobsport „Viererbob Männer“
- Gansky, Diana
Olympische Sommerspiele 1988, (GDR): Silbermedaille, Leichtathletik „Diskuswurf Frauen“
- Ganzera, Frank
Olympische Sommerspiele 1972, (GDR): Bronzemedaille, Fußball „Männer“
- Garbrecht-Enfeldt, Monique
Olympische Winterspiele 1992, (GER): Bronzemedaille, Eisschnelllauf „1000 Meter Frauen“
Olympische Winterspiele 2002, (GER): Silbermedaille, Eisschnelllauf „2-mal 500 Meter Frauen“
- Garefrekes, Kerstin
Olympische Sommerspiele 2004, (GER): Bronzemedaille, Fußball „Frauen“
Olympische Sommerspiele 2008, (GER): Bronzemedaille, Fußball „Frauen“
- Garisch, Renate
Olympische Sommerspiele 1964, (EAU): Silbermedaille, Leichtathletik „Kugelstoßen Frauen“
- Gauder, Hartwig
Olympische Sommerspiele 1980, (GDR): Goldmedaille, Leichtathletik „50 Kilometer Gehen“
Olympische Sommerspiele 1988, (GDR): Bronzemedaille, Leichtathletik „50 Kilometer Gehen“
- Gaugel, Heidi-Elke
Olympische Sommerspiele 1984, (FRG): Bronzemedaille, Leichtathletik „4-mal-400-Meter-Staffel Frauen“
- Gehring, Georg
Olympische Sommerspiele 1928, (GER): Bronzemedaille, Ringen „griechisch-römischer Stil Schwergewicht Männer“
- Geiger, Karl
Olympische Winterspiele 2018, (GER): Silbermedaille, Skispringen „Mannschaft Männer“
- Geiger, Vinzenz
Olympische Winterspiele 2018, (GER): Goldmedaille, Nordische Kombination „Mannschaft Männer“
Olympische Winterspiele 2022, (GER): Goldmedaille, Nordische Kombination „Normalschanze Männer“
- Geisenberger, Natalie
Olympische Winterspiele 2010, (GER): Bronzemedaille, Rennrodeln „Einsitzer Frauen“
Olympische Winterspiele 2014, (GER): Goldmedaille, Rennrodeln „Einsitzer Frauen“
Olympische Winterspiele 2014, (GER): Goldmedaille, Rennrodeln „Teamstaffel“
Olympische Winterspiele 2018, (GER): Goldmedaille, Rennrodeln „Einsitzer Frauen“
Olympische Winterspiele 2018, (GER): Goldmedaille, Rennrodeln „Teamstaffel“
Olympische Winterspiele 2022, (GER): Goldmedaille, Rennrodeln „Einsitzer Frauen“
- Geisler, Ilse
Olympische Winterspiele 1964, (EAU): Silbermedaille, Rennrodeln „Einsitzer Frauen“
- Geisler, Manfred
Olympische Sommerspiele 1964, (EAU): Bronzemedaille, Fußball „Männer“
- Geisler, Marco
Olympische Sommerspiele 2000, (GER): Bronzemedaille, Rudern „Doppelvierer Männer“
- Geißler, Ines
Olympische Sommerspiele 1980, (GDR): Goldmedaille, Schwimmen „200 Meter Schmetterling Frauen“
- Geister, Hans
Olympische Sommerspiele 1952, (FRG): Bronzemedaille, Leichtathletik „4-mal-400-Meter-Staffel Männer“
- Gelpke, Manfred
Olympische Sommerspiele 1968, (GDR): Silbermedaille, Rudern „Vierer mit Steuermann“
- Genäuß, Carsta
Olympische Sommerspiele 1980, (GDR): Goldmedaille, Kanurennsport „K2 500 Meter Frauen“
- Genenger, Martha
Olympische Sommerspiele 1936, (GER): Silbermedaille, Schwimmen „200 Meter Brust Frauen“
- Gensheimer, Uwe
Olympische Sommerspiele 2016, (GER): Bronzemedaille, Handball „Männer“
- Gerdes, Alfred
Olympische Sommerspiele 1936, (GER): Silbermedaille, Feldhockey „Männer“
- Gerg, Hilde
Olympische Winterspiele 1998, (GER): Bronzemedaille, Ski Alpin „Kombination“
Olympische Winterspiele 1998, (GER): Goldmedaille, Ski Alpin „Slalom“
- Gerhard, Friedrich
Olympische Sommerspiele 1936, (GER): Silbermedaille, Dressurreiten „Einzel Männer“
Olympische Sommerspiele 1936, (GER): Goldmedaille, Dressurreiten „Mannschaft Männer“
- Gerhardt, Hans-Jürgen
Olympische Winterspiele 1980, (GDR): Silbermedaille, Bobsport „Zweierbob Männer“
Olympische Winterspiele 1980, (GDR): Goldmedaille, Bobsport „Viererbob Männer“
- Gerlach, Ernst
Olympische Sommerspiele 1980, (GDR): Goldmedaille, Handball „Männer“
- Germar, Manfred
Olympische Sommerspiele 1956, (EAU): Bronzemedaille, Leichtathletik „4-mal-100-Meter-Staffel Männer“
- Germeshausen, Bernhard
Olympische Winterspiele 1976, (GDR): Goldmedaille, Bobsport „Zweierbob Männer“
Olympische Winterspiele 1976, (GDR): Goldmedaille, Bobsport „Viererbob Männer“
Olympische Winterspiele 1980, (GDR): Silbermedaille, Bobsport „Zweierbob Männer“
Olympische Winterspiele 1980, (GDR): Goldmedaille, Bobsport „Viererbob Männer“
- Gerresheim, Tim
Olympische Sommerspiele 1960, (EAU): Bronzemedaille, Fechten „Florett Mannschaft Männer“
- Gerschau, Kerstin
Olympische Sommerspiele 1976, (GDR): Bronzemedaille, Turnen „Mannschaftsmehrkampf Frauen“
- Gerstacker, Georg
Olympische Sommerspiele 1912, (GER): Silbermedaille, Ringen „griechisch-römischer Stil Federgewicht Männer“
- Gerull, Thomas
Olympische Sommerspiele 1988, (FRG): Silbermedaille, Fechten „Degen Mannschaft Männer“
- Geschke, Jürgen
Olympische Sommerspiele 1972, (GDR): Silbermedaille, Bahnradsport „Tandem Männer“
Olympische Sommerspiele 1976, (GDR): Bronzemedaille, Bahnradsport „Sprint Männer“
- Geweniger, Ute
Olympische Sommerspiele 1980, (GDR): Goldmedaille, Schwimmen „100 Meter Brust Frauen“
Olympische Sommerspiele 1980, (GDR): Goldmedaille, Schwimmen „4-mal-100-Meter-Lagenstaffel Frauen“
- Gey, Mathias
Olympische Sommerspiele 1984, (FRG): Silbermedaille, Fechten „Florett Mannschaft Männer“
Olympische Sommerspiele 1988, (FRG): Silbermedaille, Fechten „Florett Mannschaft Männer“
- Geyer, Manfred
Olympische Winterspiele 1976, (GDR): Bronzemedaille, Biathlon „4-mal-7,5-Kilometer-Staffel Männer“
- Gies, Reiner
Olympische Sommerspiele 1988, (FRG): Bronzemedaille, Boxen „Halbweltergewicht“
- Gieseler, Dieter
Olympische Sommerspiele 1960, (EAU): Silbermedaille, Bahnradsport „1000 Meter Zeitfahren Männer“
- Gille, Christian
Olympische Sommerspiele 2004, (GER): Goldmedaille, Kanurennsport „C2 1000 Meter Männer“
Olympische Sommerspiele 2008, (GER): Silbermedaille, Kanurennsport „C2 1000 Meter Männer“
Olympische Sommerspiele 2008, (GER): Bronzemedaille, Kanurennsport „C2 500 Meter Männer“
- Gillmeister, Erwin
Olympische Sommerspiele 1936, (GER): Bronzemedaille, Leichtathletik „4-mal-100-Meter-Staffel Männer“
- Gimpel, Harald
Olympische Sommerspiele 1972, (GDR): Bronzemedaille, Kanuslalom „K1 Männer“
- Ginter, Matthias
Olympische Sommerspiele 2016, (GER): Silbermedaille, Fußball „Männer“
- Glahn, Klaus
Olympische Sommerspiele 1964, (EAU): Bronzemedaille, Judo „Offene Klasse“
Olympische Sommerspiele 1972, (FRG): Silbermedaille, Judo „Schwergewicht Männer“
- Glass, Bernhard
Olympische Winterspiele 1980, (GDR): Goldmedaille, Rennrodeln „Einsitzer“
- Glaß, Harry
Olympische Winterspiele 1956, (EAU): Bronzemedaille, Skispringen „Normalschanze Männer“
- Glaß, Henry
Olympische Winterspiele 1976, (GDR): Bronzemedaille, Skispringen „Großschanze Männer“
- Glockshuber, Margot
Olympische Winterspiele 1968, (FRG): Bronzemedaille, Eiskunstlauf „Paare“
- Gnabry, Serge
Olympische Sommerspiele 2016, (GER): Silbermedaille, Fußball „Männer“
- Gnauck, Maxi
Olympische Sommerspiele 1980, (GDR): Bronzemedaille, Turnen „Boden Frauen“
Olympische Sommerspiele 1980, (GDR): Goldmedaille, Turnen „Stufenbarren Frauen“
Olympische Sommerspiele 1980, (GDR): Silbermedaille, Turnen „Einzelmehrkampf Frauen“
Olympische Sommerspiele 1980, (GDR): Bronzemedaille, Turnen „Mannschaftsmehrkampf Frauen“
- Göbel, Barbara
Olympische Sommerspiele 1960, (EAU): Bronzemedaille, Schwimmen „200 Meter Brust Frauen“
- Goc, Marcel
Olympische Winterspiele 2018, (GER): Silbermedaille, Eishockey „Männer“
- Gödrich, August
Olympische Sommerspiele 1896, (GER): Silbermedaille, Straßenradsport „Straßenrennen Männer“
- Goeldel-Bronikowen, Alfred
Olympische Sommerspiele 1912, (GER): Silbermedaille, Schießen „Tontaubenschießen Einzel Männer“
Olympische Sommerspiele 1912, (GER): Bronzemedaille, Schießen „Tontaubenschießen Mannschaft Männer“
- Goeldel-Bronikowen, Horst
Olympische Sommerspiele 1912, (GER): Bronzemedaille, Schießen „Tontaubenschießen Mannschaft Männer“
- Goellner, Marc-Kevin
Olympische Sommerspiele 1996, (GER): Bronzemedaille, Tennis „Doppel Männer“
- Goessing, Lutz
Olympische Sommerspiele 1972, (FRG): Bronzemedaille, Vielseitigkeitsreiten „Mannschaft“
- Goeßling, Lena
Olympische Sommerspiele 2016, (GER): Goldmedaille, Fußball „Frauen“
- Göhler, Roland
Olympische Sommerspiele 1968, (GDR): Silbermedaille, Rudern „Vierer mit Steuermann“
- Göhr, Marlies
Olympische Sommerspiele 1976, (GDR): Goldmedaille, Leichtathletik „4-mal-100-Meter-Staffel Frauen“
Olympische Sommerspiele 1980, (GDR): Silbermedaille, Leichtathletik „100 Meter Frauen“
Olympische Sommerspiele 1980, (GDR): Goldmedaille, Leichtathletik „4-mal-100-Meter-Staffel Frauen“
Olympische Sommerspiele 1988, (GDR): Silbermedaille, Leichtathletik „4-mal-100-Meter-Staffel Frauen“
- Goldschmidt, Björn
Olympische Sommerspiele 2008, (GER): Bronzemedaille, Kanu „K4 1000 Meter Männer“
- Gölz, Rolf
Olympische Sommerspiele 1984, (FRG): Bronzemedaille, Bahnradsport „4000-Meter-Mannschaftsverfolgung Männer“
Olympische Sommerspiele 1984, (FRG): Silbermedaille, Bahnradsport „4000-Meter-Einzelverfolgung Männer“
- Goretzka, Leon
Olympische Sommerspiele 2016, (GER): Silbermedaille, Fußball „Männer“
- Goretzki, Viola
Olympische Sommerspiele 1976, (GDR): Goldmedaille, Rudern „Achter Frauen“
- Görtz, Armin
Olympische Sommerspiele 1988, (FRG): Bronzemedaille, Fußball „Männer“
- Gose, Isabel
Olympische Sommerspiele 2024, (GER): Bronzemedaille, Schwimmen „1500 Meter Freistil Frauen“
- Goßler, Carl
Olympische Sommerspiele 1900, (GER): Goldmedaille, Rudern „Vierer mit Steuermann Männer“
- Goßler, Gustav
Olympische Sommerspiele 1900, (GER): Goldmedaille, Rudern „Vierer mit Steuermann Männer“
- Goßler, Oskar
Olympische Sommerspiele 1900, (GER): Goldmedaille, Rudern „Vierer mit Steuermann Männer“
- Gössner, Miriam
Olympische Winterspiele 2010, (GER): Silbermedaille, Langlauf „4-mal-5-Kilometer-Staffel Frauen“
- Götte, Jeannette
Olympische Sommerspiele 2000, (GER): Bronzemedaille, Fußball „Frauen“
- Gottschlich, Stefanie
Olympische Sommerspiele 2000, (GER): Bronzemedaille, Fußball „Frauen“
- Götz, Daniela
Olympische Sommerspiele 2004, (GER): Bronzemedaille, Schwimmen „4-mal-100-Meter-Lagenstaffel Frauen“
- Götze, Max
Olympische Sommerspiele 1908, (GER): Silbermedaille, Bahnradsport „4000-Meter-Mannschaftsverfolgung Männer“
- Grabosch, Pauline
Olympische Sommerspiele 2024, (GER): Bronzemedaille, Bahnradsport „Teamsprint Frauen“
- Grabow, Guido
Olympische Sommerspiele 1988, (FRG): Bronzemedaille, Rudern „Vierer ohne Steuermann“
- Grabow, Volker
Olympische Sommerspiele 1988, (FRG): Bronzemedaille, Rudern „Vierer ohne Steuermann“
- Grabowski, Jasmin
Olympische Sommerspiele 2020, (GER): Bronzemedaille, Judo „Mannschaft Mixed“
- Grabowski, Petra
Olympische Sommerspiele 1972, (GDR): Silbermedaille, Kanurennsport „K2 500 Meter Frauen“
- Grabs, Detlev
Olympische Sommerspiele 1980, (GDR): Silbermedaille, Schwimmen „4-mal-200-Meter-Freistilstaffel Männer“
- Gradante, Anna-Maria
Olympische Sommerspiele 2000, (GER): Bronzemedaille, Judo „Superleichtgewicht“
- Graf, Steffi
Olympische Sommerspiele 1988, (FRG): Goldmedaille, Tennis „Einzel Frauen“
Olympische Sommerspiele 1988, (FRG): Bronzemedaille, Tennis „Doppel Frauen“
Olympische Sommerspiele 1992, (GÉR): Silbermedaille, Tennis „Einzel Frauen“
- Grahammer, Roland
Olympische Sommerspiele 1988, (FRG): Bronzemedaille, Fußball „Männer“
- Grahn, Dieter
Olympische Sommerspiele 1968, (GDR): Goldmedaille, Rudern „Vierer ohne Steuermann“
Olympische Sommerspiele 1972, (GDR): Goldmedaille, Rudern „Vierer ohne Steuermann“
- Grambusch, Mats
Olympische Sommerspiele 2016, (GER): Bronzemedaille, Feldhockey „Männer“
Olympische Sommerspiele 2024, (GER): Silbermedaille, Feldhockey „Männer“
- Grambusch, Tom
Olympische Sommerspiele 2016, (GER): Bronzemedaille, Feldhockey „Männer“
Olympische Sommerspiele 2024, (GER): Silbermedaille, Feldhockey „Männer“
- Grapenthin, Hans-Ulrich
Olympische Sommerspiele 1976, (GDR): Goldmedaille, Fußball „Männer“
- Grasegger, Käthe
Olympische Winterspiele 1936, (GER): Silbermedaille, Ski Alpin „Kombination Frauen“
- Gregor, Andreas
Olympische Sommerspiele 1980, (GDR): Goldmedaille, Rudern „Vierer mit Steuermann“
- Gregor, Horst-Günter
Olympische Sommerspiele 1964, (EAU): Silbermedaille, Schwimmen „4-mal-200-Meter-Freistilstaffel Männer“
Olympische Sommerspiele 1964, (EAU): Silbermedaille, Schwimmen „4-mal-100-Meter-Lagenstaffel Männer“
Olympische Sommerspiele 1968, (GDR): Silbermedaille, Schwimmen „4-mal-100-Meter-Lagenstaffel Männer“
- Greinacher, Sonja
Olympische Sommerspiele 2024, (GER): Goldmedaille, 3×3-Basketball „Frauen“
- Greiner, Thomas
Olympische Sommerspiele 1988, (GDR): Goldmedaille, Rudern „Vierer ohne Steuermann“
- Greiner-Petter-Memm, Simone
Olympische Winterspiele 1994, (GER): Silbermedaille, Biathlon „4-mal-7,5-Kilometer-Staffel Frauen“
- Greis, Michael
Olympische Winterspiele 2006, (GER): Goldmedaille, Biathlon „20 Kilometer Männer“
Olympische Winterspiele 2006, (GER): Goldmedaille, Biathlon „15 Kilometer Massenstart Männer“
Olympische Winterspiele 2006, (GER): Goldmedaille, Biathlon „4-mal-7,5-Kilometer-Staffel Männer“
- Greiten, Pia
Olympische Sommerspiele 2024, (GER): Bronzemedaille, Rudern „Doppelvierer Frauen“
- Griese, Joachim
Olympische Sommerspiele 1984, (FRG): Silbermedaille, Segeln „Starboot“
- Grgić, Marco
Olympische Sommerspiele 2024, (GER): Silbermedaille, Handball „Männer“
- Grillo, Gabriele
Olympische Sommerspiele 1976, (FRG): Goldmedaille, Dressurreiten „Mannschaft“
- Grimm, Alexander
Olympische Sommerspiele 2008, (GER): Goldmedaille, Kanuslalom „K1 Männer“
- Grings, Inka
Olympische Sommerspiele 2000, (GER): Bronzemedaille, Fußball „Frauen“
- Gröbner, Wilfried
Olympische Sommerspiele 1976, (GDR): Goldmedaille, Fußball „Männer“
- Grodotzki, Hans
Olympische Sommerspiele 1960, (EAU): Silbermedaille, Leichtathletik „5000 Meter Männer“
Olympische Sommerspiele 1960, (EAU): Silbermedaille, Leichtathletik „10.000 Meter Männer“
- Groetzki, Patrick
Olympische Sommerspiele 2016, (GER): Bronzemedaille, Handball „Männer“
- Grohmann, Tim
Olympische Sommerspiele 2012, (GER): Goldmedaille, Rudern „Doppelvierer Männer“
- Gröne, Bernd
Olympische Sommerspiele 1988, (FRG): Silbermedaille, Straßenradsport „Straßenrennen Männer“
- Gröning, Peter
Olympische Sommerspiele 1960, (EAU): Silbermedaille, Bahnradsport „4000-Meter-Mannschaftsverfolgung Männer“
- Groß, Manuela
Olympische Winterspiele 1972, (GDR): Bronzemedaille, Eiskunstlauf „Paare“
Olympische Winterspiele 1976, (GDR): Bronzemedaille, Eiskunstlauf „Paare“
- Groß, Marcus
Olympische Sommerspiele 2016, (GER): Goldmedaille, Kanurennsport „K2 1000 Meter Männer“
Olympische Sommerspiele 2016, (GER): Goldmedaille, Kanurennsport „K4 1000 Meter Männer“
- Groß, Michael
Olympische Sommerspiele 1984, (FRG): Goldmedaille, Schwimmen „200 Meter Freistil Männer“
Olympische Sommerspiele 1984, (FRG): Goldmedaille, Schwimmen „100 Meter Schmetterling Männer“
Olympische Sommerspiele 1984, (FRG): Silbermedaille, Schwimmen „200 Meter Schmetterling Männer“
Olympische Sommerspiele 1984, (FRG): Bronzemedaille, Schwimmen „4-mal-100-Meter-Lagenstaffel Männer“
Olympische Sommerspiele 1984, (FRG): Silbermedaille, Schwimmen „4-mal-200-Meter-Freistilstaffel Männer“
Olympische Sommerspiele 1988, (FRG): Goldmedaille, Schwimmen „200 Meter Schmetterling Männer“
Olympische Sommerspiele 1988, (FRG): Bronzemedaille, Schwimmen „4-mal-200-Meter-Freistilstaffel Männer“
- Groß, Ricco
Olympische Winterspiele 1992, (GER): Silbermedaille, Biathlon „10 Kilometer Einzel“
Olympische Winterspiele 1992, (GER): Goldmedaille, Biathlon „4-mal-7,5-Kilometer-Staffel Männer“
Olympische Winterspiele 1994, (GER): Silbermedaille, Biathlon „10 Kilometer Einzel“
Olympische Winterspiele 1994, (GER): Goldmedaille, Biathlon „4-mal-7,5-Kilometer-Staffel Männer“
Olympische Winterspiele 1998, (GER): Goldmedaille, Biathlon „4-mal-7,5-Kilometer-Staffel Männer“
Olympische Winterspiele 2002, (GER): Bronzemedaille, Biathlon „12,5 Kilometer Verfolgung“
Olympische Winterspiele 2002, (GER): Silbermedaille, Biathlon „4-mal-7,5-Kilometer-Staffel“
Olympische Winterspiele 2006, (GER): Goldmedaille, Biathlon „4-mal-7,5-Kilometer-Staffel“
- Große, Johannes
Olympische Sommerspiele 2024, (GER): Silbermedaille, Feldhockey „Männer“
- Grothaus, Gisela
Olympische Sommerspiele 1972, (FRG): Silbermedaille, Kanuslalom „K1 Frauen“
- Grothkopp, Martin
Olympische Winterspiele 2018, (GER): Goldmedaille, Bobsport „Viererbob Männer“
- Gruhne, Hans
Olympische Sommerspiele 2016, (GER): Goldmedaille, Rudern „Doppelvierer Männer“
- Grünke, Klaus
Olympische Sommerspiele 1976, (GDR): Goldmedaille, Bahnradsport „1000 Meter Zeitfahren Männer“
- Gruhne, Hans
Olympische Sommerspiele 2016, (GER): Goldmedaille, Rudern Doppelvierer „Männer“
- Gruner, Klaus
Olympische Sommerspiele 1980, (GDR): Goldmedaille, Handball „Männer“
- Grunert, Martina
Olympische Sommerspiele 1968, (GDR): Silbermedaille, Schwimmen „4-mal-100-Meter-Freistilstaffel Frauen“
- Grützner, Stefan
Olympische Sommerspiele 1972, (GDR): Bronzemedaille, Gewichtheben „Schwergewicht“
- Gude, Franziska
Olympische Sommerspiele 2004, (GER): Goldmedaille, Feldhockey „Frauen“
- Güldenpfennig, Wolfgang
Olympische Sommerspiele 1972, (GDR): Bronzemedaille, Rudern „Einer Männer“
Olympische Sommerspiele 1976, (GDR): Goldmedaille, Rudern „Doppelvierer Männer“
- Gummel, Margitta
Olympische Sommerspiele 1968, (GDR): Goldmedaille, Leichtathletik „Kugelstoßen Frauen“
Olympische Sommerspiele 1972, (GDR): Silbermedaille, Leichtathletik „Kugelstoßen Frauen“
- Gunkel, Wolfgang
Olympische Sommerspiele 1972, (GDR): Goldmedaille, Rudern „Zweier mit Steuermann“
- Gunst, Fritz
Olympische Sommerspiele 1928, (GER): Goldmedaille, Wasserball „Männer“
Olympische Sommerspiele 1932, (GER): Silbermedaille, Wasserball „Männer“
Olympische Sommerspiele 1936, (GER): Silbermedaille, Wasserball „Männer“
- Gunst, Thomas
Olympische Sommerspiele 1984, (FRG): Silbermedaille, Feldhockey „Männer“
- Günther, Dettlef
Olympische Winterspiele 1976, (GDR): Goldmedaille, Rennrodeln „Einsitzer Männer“
- Günther, Paul
Olympische Sommerspiele 1912, (GER): Goldmedaille, Wasserspringen „Kunstspringen 1- und 3-Meter-Brett Männer“
- Günther, Roland
Olympische Sommerspiele 1984, (FRG): Bronzemedaille, Bahnradsport „4000-Meter-Mannschaftsverfolgung Männer“
- Günther, Sarah
Olympische Sommerspiele 2004, (GER): Bronzemedaille, Fußball „Frauen“
- Gust, Reinhard
Olympische Sommerspiele 1972, (GDR): Silbermedaille, Rudern „Vierer mit Steuermann Männer“
- Gustmann, Gerhard
Olympische Sommerspiele 1936, (GER): Goldmedaille, Rudern „Zweier mit Steuermann Männer“
- Guthke, Karin
Olympische Sommerspiele 1980, (GDR): Bronzemedaille, Wasserspringen „Kunstspringen 3-Meter-Brett Frauen“
- Gutsche, Torsten
Olympische Sommerspiele 1992, (GER): Goldmedaille, Kanurennsport „K2 500 Meter Männer“
Olympische Sommerspiele 1992, (GER): Goldmedaille, Kanurennsport „K2 1000 Meter Männer“
Olympische Sommerspiele 1996, (GER): Goldmedaille, Kanurennsport „K2 500 Meter Männer“
Olympische Sommerspiele 1996, (GER): Silbermedaille, Kanurennsport „K2 1000 Meter Männer“
- Gwinn, Giulia
Olympische Sommerspiele 2024, (GER): Bronzemedaille, Fußball „Frauen“